# Amphitecna latifolia
Amphitecna latifolia är en katalpaväxtart som först beskrevs av Philip Miller, och fick sitt nu gällande namn av Alwyn Howard Gentry. Amphitecna latifolia ingår i släktet Amphitecna och familjen katalpaväxter. Inga underarter finns listade i Catalogue of Life.

## Bildgalleri

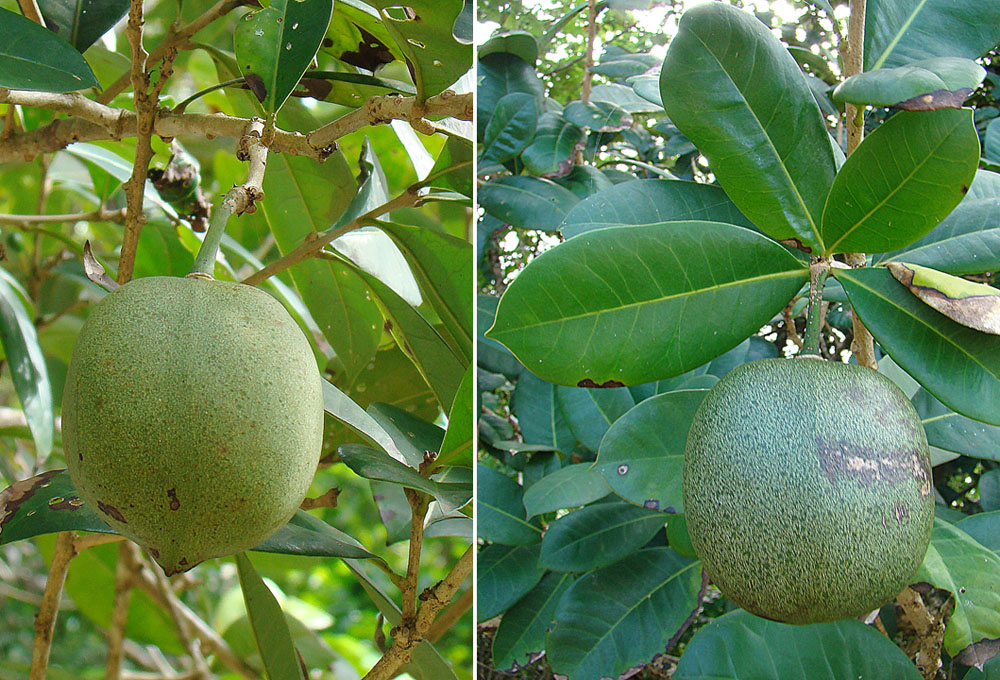
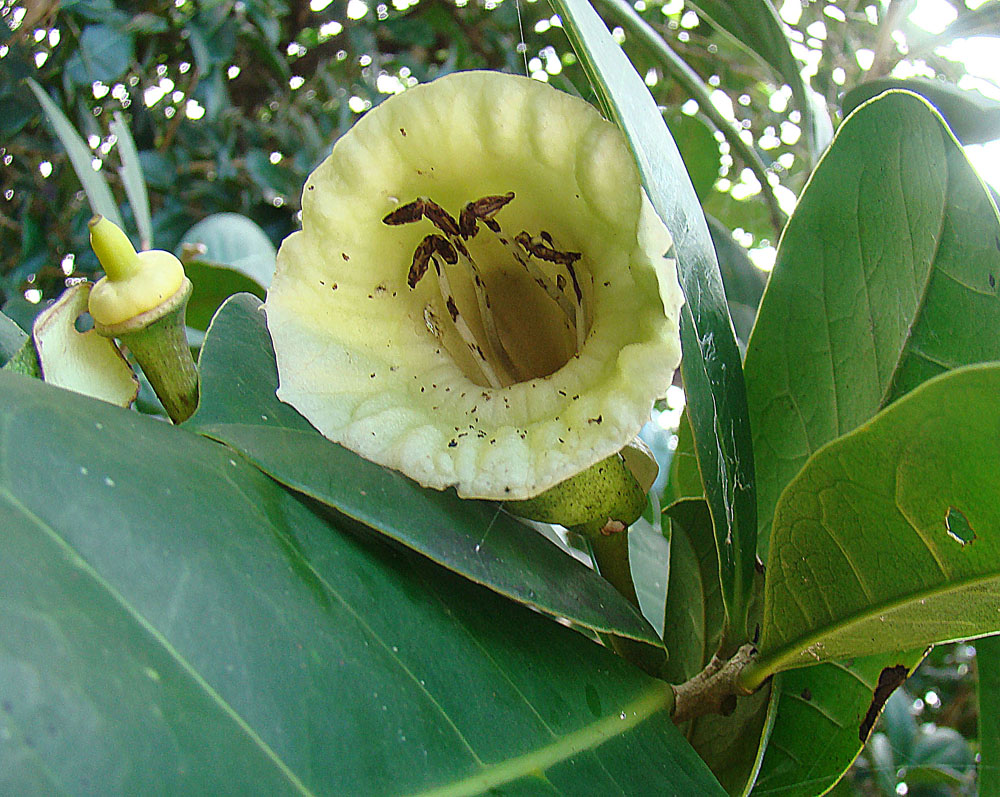